# Lista di asteroidi (457001-458000)
Di seguito una lista di asteroidi dal numero 457001 al 458000 con data di scoperta e scopritore.

## 457001-457100
| Nome     | Designazione provvisoria | Data di scoperta | Scopritore        |
| -------- | ------------------------ | ---------------- | ----------------- |
| 457001 - | 2008 CN54                | 7 febbraio 2008  | CSS               |
| 457002 - | 2008 CV70                | 19 dicembre 2007 | Mt. Lemmon Survey |
| 457003 - | 2008 CU76                | 6 febbraio 2008  | CSS               |
| 457004 - | 2008 CZ76                | 6 febbraio 2008  | CSS               |
| 457005 - | 2008 CN77                | 14 gennaio 2008  | Spacewatch        |
| 457006 - | 2008 CO80                | 7 febbraio 2008  | Spacewatch        |
| 457007 - | 2008 CX82                | 7 febbraio 2008  | Spacewatch        |
| 457008 - | 2008 CA83                | 7 febbraio 2008  | Spacewatch        |
| 457009 - | 2008 CB87                | 7 febbraio 2008  | Mt. Lemmon Survey |
| 457010 - | 2008 CO87                | 7 febbraio 2008  | Mt. Lemmon Survey |
| 457011 - | 2008 CY92                | 8 febbraio 2008  | Spacewatch        |
| 457012 - | 2008 CZ92                | 8 febbraio 2008  | Spacewatch        |
| 457013 - | 2008 CY109               | 15 marzo 2004    | Spacewatch        |
| 457014 - | 2008 CT115               | 10 febbraio 2008 | CSS               |
| 457015 - | 2008 CY116               | 1º gennaio 2008  | Mt. Lemmon Survey |
| 457016 - | 2008 CZ119               | 7 febbraio 2008  | Mt. Lemmon Survey |
| 457017 - | 2008 CN120               | 6 febbraio 2008  | CSS               |
| 457018 - | 2008 CT120               | 6 febbraio 2008  | CSS               |
| 457019 - | 2008 CL123               | 7 febbraio 2008  | Mt. Lemmon Survey |
| 457020 - | 2008 CP131               | 20 gennaio 2008  | Mt. Lemmon Survey |
| 457021 - | 2008 CL134               | 30 dicembre 2007 | Mt. Lemmon Survey |
| 457022 - | 2008 CX137               | 8 febbraio 2008  | Spacewatch        |
| 457023 - | 2008 CP141               | 8 febbraio 2008  | Spacewatch        |
| 457024 - | 2008 CZ142               | 8 febbraio 2008  | Spacewatch        |
| 457025 - | 2008 CQ144               | 9 febbraio 2008  | Spacewatch        |
| 457026 - | 2008 CG145               | 9 febbraio 2008  | Spacewatch        |
| 457027 - | 2008 CQ146               | 20 novembre 2007 | Mt. Lemmon Survey |
| 457028 - | 2008 CY148               | 15 gennaio 2008  | Mt. Lemmon Survey |
| 457029 - | 2008 CD159               | 9 febbraio 2008  | CSS               |
| 457030 - | 2008 CH160               | 9 febbraio 2008  | Spacewatch        |
| 457031 - | 2008 CD166               | 1º febbraio 2008 | Mt. Lemmon Survey |
| 457032 - | 2008 CZ169               | 12 febbraio 2008 | Mt. Lemmon Survey |
| 457033 - | 2008 CU172               | 13 febbraio 2008 | Spacewatch        |
| 457034 - | 2008 CA179               | 6 febbraio 2008  | CSS               |
| 457035 - | 2008 CM181               | 13 febbraio 2008 | LONEOS            |
| 457036 - | 2008 CT186               | 2 febbraio 2008  | CSS               |
| 457037 - | 2008 CB191               | 2 febbraio 2008  | Spacewatch        |
| 457038 - | 2008 CT193               | 8 febbraio 2008  | Spacewatch        |
| 457039 - | 2008 CV196               | 7 febbraio 2008  | Spacewatch        |
| 457040 - | 2008 CR199               | 13 febbraio 2008 | Mt. Lemmon Survey |
| 457041 - | 2008 CW201               | 9 febbraio 2008  | Mt. Lemmon Survey |
| 457042 - | 2008 CT203               | 12 febbraio 2008 | Spacewatch        |
| 457043 - | 2008 CV203               | 12 febbraio 2008 | Spacewatch        |
| 457044 - | 2008 CA206               | 31 dicembre 2007 | Spacewatch        |
| 457045 - | 2008 CT214               | 12 febbraio 2008 | Mt. Lemmon Survey |
| 457046 - | 2008 DD4                 | 18 febbraio 2008 | Mt. Lemmon Survey |
| 457047 - | 2008 DQ10                | 10 gennaio 2008  | Mt. Lemmon Survey |
| 457048 - | 2008 DY10                | 11 gennaio 2008  | Spacewatch        |
| 457049 - | 2008 DN17                | 24 febbraio 2008 | Spacewatch        |
| 457050 - | 2008 DJ25                | 28 febbraio 2008 | Mt. Lemmon Survey |
| 457051 - | 2008 DJ27                | 29 febbraio 2008 | Mt. Lemmon Survey |
| 457052 - | 2008 DH31                | 10 gennaio 2008  | Mt. Lemmon Survey |
| 457053 - | 2008 DA49                | 29 febbraio 2008 | CSS               |
| 457054 - | 2008 DZ49                | 29 febbraio 2008 | Mt. Lemmon Survey |
| 457055 - | 2008 DT50                | 29 febbraio 2008 | Spacewatch        |
| 457056 - | 2008 DV53                | 9 gennaio 2008   | Mt. Lemmon Survey |
| 457057 - | 2008 DZ59                | 27 febbraio 2008 | Spacewatch        |
| 457058 - | 2008 DN75                | 28 febbraio 2008 | Mt. Lemmon Survey |
| 457059 - | 2008 EG                  | 1º marzo 2008    | CSS               |
| 457060 - | 2008 ET3                 | 18 febbraio 2008 | Mt. Lemmon Survey |
| 457061 - | 2008 EM5                 | 2 marzo 2008     | Spacewatch        |
| 457062 - | 2008 EJ23                | 18 febbraio 2008 | Mt. Lemmon Survey |
| 457063 - | 2008 EC37                | 21 novembre 2007 | Mt. Lemmon Survey |
| 457064 - | 2008 EX44                | 5 marzo 2008     | Spacewatch        |
| 457065 - | 2008 EZ44                | 2 febbraio 2008  | Mt. Lemmon Survey |
| 457066 - | 2008 EB45                | 5 marzo 2008     | Spacewatch        |
| 457067 - | 2008 ER47                | 5 marzo 2008     | Mt. Lemmon Survey |
| 457068 - | 2008 EK49                | 27 febbraio 2008 | Spacewatch        |
| 457069 - | 2008 EJ53                | 6 marzo 2008     | Mt. Lemmon Survey |
| 457070 - | 2008 EG54                | 6 marzo 2008     | Mt. Lemmon Survey |
| 457071 - | 2008 EP57                | 28 febbraio 2008 | Spacewatch        |
| 457072 - | 2008 EM66                | 9 marzo 2008     | Mt. Lemmon Survey |
| 457073 - | 2008 EO68                | 11 marzo 2008    | CSS               |
| 457074 - | 2008 EE69                | 6 marzo 2008     | Klet              |
| 457075 - | 2008 EK72                | 6 marzo 2008     | Mt. Lemmon Survey |
| 457076 - | 2008 EP77                | 28 febbraio 2008 | Spacewatch        |
| 457077 - | 2008 EU82                | 9 febbraio 2008  | CSS               |
| 457078 - | 2008 EN90                | 11 febbraio 2008 | Mt. Lemmon Survey |
| 457079 - | 2008 EN92                | 3 marzo 2008     | CSS               |
| 457080 - | 2008 EA96                | 6 marzo 2008     | Mt. Lemmon Survey |
| 457081 - | 2008 EZ98                | 4 marzo 2008     | CSS               |
| 457082 - | 2008 EE100               | 3 marzo 2008     | Spacewatch        |
| 457083 - | 2008 EE107               | 6 marzo 2008     | Mt. Lemmon Survey |
| 457084 - | 2008 ER111               | 8 marzo 2008     | Spacewatch        |
| 457085 - | 2008 EA113               | 8 marzo 2008     | Spacewatch        |
| 457086 - | 2008 ES114               | 2 febbraio 2008  | Mt. Lemmon Survey |
| 457087 - | 2008 EV117               | 30 gennaio 2008  | Mt. Lemmon Survey |
| 457088 - | 2008 EF121               | 28 febbraio 2008 | Spacewatch        |
| 457089 - | 2008 ER123               | 30 gennaio 2008  | Mt. Lemmon Survey |
| 457090 - | 2008 ET123               | 11 gennaio 2008  | Spacewatch        |
| 457091 - | 2008 EQ124               | 10 marzo 2008    | Mt. Lemmon Survey |
| 457092 - | 2008 EH127               | 10 marzo 2008    | Spacewatch        |
| 457093 - | 2008 ER127               | 11 marzo 2008    | Spacewatch        |
| 457094 - | 2008 EL131               | 28 febbraio 2008 | Spacewatch        |
| 457095 - | 2008 EW134               | 19 aprile 2004   | Spacewatch        |
| 457096 - | 2008 EL136               | 28 febbraio 2008 | Spacewatch        |
| 457097 - | 2008 EU144               | 24 febbraio 2008 | Spacewatch        |
| 457098 - | 2008 EB147               | 7 marzo 2008     | Nyukasa           |
| 457099 - | 2008 EN147               | 1º marzo 2008    | Spacewatch        |
| 457100 - | 2008 ET151               | 8 marzo 2008     | Spacewatch        |

## 457101-457200
| Nome     | Designazione provvisoria | Data di scoperta  | Scopritore        |
| -------- | ------------------------ | ----------------- | ----------------- |
| 457101 - | 2008 EK152               | 10 marzo 2008     | Spacewatch        |
| 457102 - | 2008 EF157               | 15 marzo 2008     | Mt. Lemmon Survey |
| 457103 - | 2008 EY157               | 1º marzo 2008     | Spacewatch        |
| 457104 - | 2008 EV160               | 1º marzo 2008     | Spacewatch        |
| 457105 - | 2008 EQ164               | 1º marzo 2008     | Spacewatch        |
| 457106 - | 2008 EJ167               | 8 marzo 2008      | CSS               |
| 457107 - | 2008 FH1                 | 12 marzo 2008     | Spacewatch        |
| 457108 - | 2008 FR6                 | 8 febbraio 2008   | Mt. Lemmon Survey |
| 457109 - | 2008 FO11                | 8 febbraio 2008   | Spacewatch        |
| 457110 - | 2008 FF12                | 11 febbraio 2008  | Spacewatch        |
| 457111 - | 2008 FA13                | 1º marzo 2008     | Spacewatch        |
| 457112 - | 2008 FC13                | 26 marzo 2008     | Mt. Lemmon Survey |
| 457113 - | 2008 FH13                | 26 marzo 2008     | Mt. Lemmon Survey |
| 457114 - | 2008 FW15                | 26 marzo 2008     | Spacewatch        |
| 457115 - | 2008 FT16                | 10 febbraio 2008  | Spacewatch        |
| 457116 - | 2008 FL19                | 21 ottobre 2006   | Mt. Lemmon Survey |
| 457117 - | 2008 FS24                | 27 marzo 2008     | Spacewatch        |
| 457118 - | 2008 FZ26                | 27 marzo 2008     | Spacewatch        |
| 457119 - | 2008 FR27                | 27 marzo 2008     | Spacewatch        |
| 457120 - | 2008 FB30                | 30 gennaio 2008   | Mt. Lemmon Survey |
| 457121 - | 2008 FS33                | 28 marzo 2008     | Mt. Lemmon Survey |
| 457122 - | 2008 FP38                | 28 marzo 2008     | Spacewatch        |
| 457123 - | 2008 FV49                | 28 marzo 2008     | Mt. Lemmon Survey |
| 457124 - | 2008 FS51                | 28 agosto 2005    | Spacewatch        |
| 457125 - | 2008 FF52                | 29 febbraio 2008  | Spacewatch        |
| 457126 - | 2008 FJ52                | 24 settembre 2005 | Spacewatch        |
| 457127 - | 2008 FF58                | 28 marzo 2008     | Spacewatch        |
| 457128 - | 2008 FP58                | 28 marzo 2008     | Mt. Lemmon Survey |
| 457129 - | 2008 FQ63                | 10 marzo 2008     | Mt. Lemmon Survey |
| 457130 - | 2008 FB65                | 28 marzo 2008     | Spacewatch        |
| 457131 - | 2008 FB68                | 28 marzo 2008     | Mt. Lemmon Survey |
| 457132 - | 2008 FA71                | 29 marzo 2008     | Mt. Lemmon Survey |
| 457133 - | 2008 FG75                | 31 marzo 2008     | Mt. Lemmon Survey |
| 457134 - | 2008 FB80                | 1º marzo 2008     | Spacewatch        |
| 457135 - | 2008 FN80                | 27 marzo 2008     | Mt. Lemmon Survey |
| 457136 - | 2008 FD86                | 28 marzo 2008     | Mt. Lemmon Survey |
| 457137 - | 2008 FA91                | 29 marzo 2008     | Mt. Lemmon Survey |
| 457138 - | 2008 FW96                | 29 marzo 2008     | Spacewatch        |
| 457139 - | 2008 FK99                | 30 marzo 2008     | Spacewatch        |
| 457140 - | 2008 FF101               | 30 marzo 2008     | Spacewatch        |
| 457141 - | 2008 FG103               | 30 marzo 2008     | Spacewatch        |
| 457142 - | 2008 FP114               | 31 marzo 2008     | Mt. Lemmon Survey |
| 457143 - | 2008 FT122               | 27 marzo 2008     | Mt. Lemmon Survey |
| 457144 - | 2008 FL126               | 29 marzo 2008     | Spacewatch        |
| 457145 - | 2008 FV126               | 31 marzo 2008     | Mt. Lemmon Survey |
| 457146 - | 2008 FE128               | 28 marzo 2008     | Spacewatch        |
| 457147 - | 2008 FZ129               | 28 marzo 2008     | Spacewatch        |
| 457148 - | 2008 FP130               | 30 marzo 2008     | CSS               |
| 457149 - | 2008 FY132               | 30 marzo 2008     | Spacewatch        |
| 457150 - | 2008 FD133               | 30 marzo 2008     | Spacewatch        |
| 457151 - | 2008 FE133               | 20 maggio 2004    | CINEOS            |
| 457152 - | 2008 FQ133               | 28 marzo 2008     | Mt. Lemmon Survey |
| 457153 - | 2008 FN134               | 30 marzo 2008     | Spacewatch        |
| 457154 - | 2008 FW136               | 29 marzo 2008     | CSS               |
| 457155 - | 2008 GU                  | 3 aprile 2008     | LINEAR            |
| 457156 - | 2008 GS5                 | 2 febbraio 2008   | Spacewatch        |
| 457157 - | 2008 GT7                 | 1º aprile 2008    | Spacewatch        |
| 457158 - | 2008 GW11                | 1º aprile 2008    | Spacewatch        |
| 457159 - | 2008 GY11                | 1º aprile 2008    | Spacewatch        |
| 457160 - | 2008 GF14                | 3 aprile 2008     | Mt. Lemmon Survey |
| 457161 - | 2008 GP34                | 27 marzo 2008     | Mt. Lemmon Survey |
| 457162 - | 2008 GV34                | 3 aprile 2008     | Mt. Lemmon Survey |
| 457163 - | 2008 GJ38                | 3 aprile 2008     | Mt. Lemmon Survey |
| 457164 - | 2008 GA44                | 4 aprile 2008     | Spacewatch        |
| 457165 - | 2008 GR52                | 9 febbraio 2008   | Mt. Lemmon Survey |
| 457166 - | 2008 GD57                | 28 marzo 2008     | Spacewatch        |
| 457167 - | 2008 GA67                | 6 aprile 2008     | Mt. Lemmon Survey |
| 457168 - | 2008 GE67                | 6 aprile 2008     | Mt. Lemmon Survey |
| 457169 - | 2008 GL69                | 29 marzo 2008     | Spacewatch        |
| 457170 - | 2008 GM69                | 18 febbraio 2008  | Mt. Lemmon Survey |
| 457171 - | 2008 GA73                | 4 marzo 2008      | Mt. Lemmon Survey |
| 457172 - | 2008 GY73                | 7 aprile 2008     | Spacewatch        |
| 457173 - | 2008 GS80                | 17 gennaio 2007   | Mt. Lemmon Survey |
| 457174 - | 2008 GA81                | 31 marzo 2008     | Mt. Lemmon Survey |
| 457175 - | 2008 GO98                | 8 aprile 2008     | Spacewatch        |
| 457176 - | 2008 GF100               | 9 aprile 2008     | Spacewatch        |
| 457177 - | 2008 GC105               | 20 novembre 2006  | Spacewatch        |
| 457178 - | 2008 GU105               | 11 aprile 2008    | CSS               |
| 457179 - | 2008 GX110               | 3 aprile 2008     | CSS               |
| 457180 - | 2008 GD115               | 30 marzo 2008     | Spacewatch        |
| 457181 - | 2008 GF115               | 11 aprile 2008    | Spacewatch        |
| 457182 - | 2008 GW120               | 30 marzo 2008     | CSS               |
| 457183 - | 2008 GZ123               | 13 aprile 2008    | Mt. Lemmon Survey |
| 457184 - | 2008 GE124               | 14 aprile 2008    | Mt. Lemmon Survey |
| 457185 - | 2008 GW124               | 11 marzo 2008     | Mt. Lemmon Survey |
| 457186 - | 2008 GS137               | 7 aprile 2008     | Spacewatch        |
| 457187 - | 2008 GN139               | 4 aprile 2008     | Spacewatch        |
| 457188 - | 2008 GO143               | 2 febbraio 2008   | Mt. Lemmon Survey |
| 457189 - | 2008 GB144               | 3 aprile 2008     | LINEAR            |
| 457190 - | 2008 GC144               | 10 novembre 2005  | Mt. Lemmon Survey |
| 457191 - | 2008 GA146               | 14 aprile 2008    | CSS               |
| 457192 - | 2008 HV                  | 1º febbraio 1995  | Spacewatch        |
| 457193 - | 2008 HS6                 | 4 aprile 2008     | CSS               |
| 457194 - | 2008 HN13                | 25 aprile 2008    | Spacewatch        |
| 457195 - | 2008 HQ16                | 25 aprile 2008    | CSS               |
| 457196 - | 2008 HZ17                | 15 aprile 2008    | Mt. Lemmon Survey |
| 457197 - | 2008 HJ22                | 26 aprile 2008    | Spacewatch        |
| 457198 - | 2008 HH25                | 14 aprile 2008    | Mt. Lemmon Survey |
| 457199 - | 2008 HC39                | 26 aprile 2008    | Mt. Lemmon Survey |
| 457200 - | 2008 HC44                | 28 marzo 2008     | Mt. Lemmon Survey |

## 457201-457300
| Nome           | Designazione provvisoria | Data di scoperta  | Scopritore                        |
| -------------- | ------------------------ | ----------------- | --------------------------------- |
| 457201 -       | 2008 HQ44                | 27 aprile 2008    | Spacewatch                        |
| 457202 -       | 2008 HV48                | 29 aprile 2008    | Spacewatch                        |
| 457203 -       | 2008 HT55                | 29 aprile 2008    | Spacewatch                        |
| 457204 -       | 2008 HL62                | 14 aprile 2008    | Mt. Lemmon Survey                 |
| 457205 -       | 2008 JA3                 | 3 maggio 2008     | Kugel, F.                         |
| 457206 -       | 2008 JM8                 | 1º maggio 2008    | CSS                               |
| 457207 -       | 2008 JL9                 | 11 aprile 2008    | Mt. Lemmon Survey                 |
| 457208 -       | 2008 JK20                | 7 aprile 2008     | Mt. Lemmon Survey                 |
| 457209 -       | 2008 JR21                | 5 maggio 2008     | Spacewatch                        |
| 457210 -       | 2008 JY22                | 29 marzo 2008     | Spacewatch                        |
| 457211 -       | 2008 JD26                | 1º maggio 2008    | CSS                               |
| 457212 -       | 2008 JR26                | 13 maggio 2008    | LINEAR                            |
| 457213 -       | 2008 JG29                | 11 maggio 2008    | LINEAR                            |
| 457214 -       | 2008 JK30                | 11 maggio 2008    | Spacewatch                        |
| 457215 -       | 2008 JS33                | 6 aprile 2008     | Mt. Lemmon Survey                 |
| 457216 -       | 2008 JM36                | 3 maggio 2008     | Spacewatch                        |
| 457217 -       | 2008 KE2                 | 3 maggio 2008     | Mt. Lemmon Survey                 |
| 457218 -       | 2008 KC4                 | 27 maggio 2008    | Spacewatch                        |
| 457219 -       | 2008 KM6                 | 4 maggio 2008     | Spacewatch                        |
| 457220 -       | 2008 KY6                 | 26 maggio 2008    | Spacewatch                        |
| 457221 -       | 2008 KZ8                 | 1º aprile 2008    | Spacewatch                        |
| 457222 -       | 2008 KG14                | 27 maggio 2008    | Spacewatch                        |
| 457223 -       | 2008 KM17                | 28 maggio 2008    | Spacewatch                        |
| 457224 -       | 2008 KM18                | 16 aprile 2008    | Mt. Lemmon Survey                 |
| 457225 -       | 2008 KN18                | 2 maggio 2008     | Spacewatch                        |
| 457226 -       | 2008 KK23                | 28 maggio 2008    | Spacewatch                        |
| 457227 -       | 2008 KY29                | 29 maggio 2008    | Spacewatch                        |
| 457228 -       | 2008 KM33                | 13 aprile 2008    | Mt. Lemmon Survey                 |
| 457229 -       | 2008 KB40                | 13 maggio 2008    | Mt. Lemmon Survey                 |
| 457230 -       | 2008 KU40                | 29 marzo 2008     | Spacewatch                        |
| 457231 -       | 2008 KM41                | 3 maggio 2008     | Mt. Lemmon Survey                 |
| 457232 -       | 2008 KF43                | 30 maggio 2008    | Mt. Lemmon Survey                 |
| 457233 -       | 2008 KH43                | 27 maggio 2008    | Mt. Lemmon Survey                 |
| 457234 -       | 2008 LC7                 | 30 aprile 2008    | Mt. Lemmon Survey                 |
| 457235 -       | 2008 LT8                 | 7 giugno 2008     | Spacewatch                        |
| 457236 -       | 2008 LO9                 | 2 maggio 2008     | Spacewatch                        |
| 457237 -       | 2008 LJ14                | 8 giugno 2008     | Spacewatch                        |
| 457238 -       | 2008 LN14                | 27 aprile 2008    | Mt. Lemmon Survey                 |
| 457239 -       | 2008 NU4                 | 6 luglio 2008     | Astronomical Research Observatory |
| 457240 -       | 2008 OT6                 | 26 luglio 2008    | Siding Spring Survey              |
| 457241 -       | 2008 OY8                 | 29 luglio 2008    | Mt. Lemmon Survey                 |
| 457242 -       | 2008 OC19                | 28 settembre 2003 | LINEAR                            |
| 457243 -       | 2008 OC21                | 29 luglio 2008    | Spacewatch                        |
| 457244 -       | 2008 OT21                | 30 luglio 2008    | Spacewatch                        |
| 457245 -       | 2008 OH22                | 30 luglio 2008    | Spacewatch                        |
| 457246 -       | 2008 PV1                 | 1º agosto 2008    | OAM                               |
| 457247 -       | 2008 PF3                 | 31 luglio 2008    | Mt. Lemmon Survey                 |
| 457248 Hondius | 2008 QH                  | 20 agosto 2008    | Casulli, V. S.                    |
| 457249 -       | 2008 QR8                 | 8 giugno 2008     | Spacewatch                        |
| 457250 -       | 2008 QD12                | 31 luglio 2008    | Spacewatch                        |
| 457251 -       | 2008 QC15                | 26 agosto 2008    | Kugel, F.                         |
| 457252 -       | 2008 QQ28                | 31 agosto 2008    | OAM                               |
| 457253 -       | 2008 QS31                | 30 agosto 2008    | LINEAR                            |
| 457254 -       | 2008 QL35                | 25 agosto 2008    | Siding Spring Survey              |
| 457255 -       | 2008 QQ47                | 24 agosto 2008    | Spacewatch                        |
| 457256 -       | 2008 RO4                 | 2 settembre 2008  | Spacewatch                        |
| 457257 -       | 2008 RR8                 | 3 settembre 2008  | Spacewatch                        |
| 457258 -       | 2008 RU12                | 20 agosto 2008    | Spacewatch                        |
| 457259 -       | 2008 RV15                | 4 settembre 2008  | Spacewatch                        |
| 457260 -       | 2008 RY24                | 7 settembre 2008  | CSS                               |
| 457261 -       | 2008 RY25                | 7 settembre 2008  | Mt. Lemmon Survey                 |
| 457262 -       | 2008 RO32                | 2 settembre 2008  | Spacewatch                        |
| 457263 -       | 2008 RX32                | 2 settembre 2008  | Spacewatch                        |
| 457264 -       | 2008 RT33                | 2 settembre 2008  | Spacewatch                        |
| 457265 -       | 2008 RU39                | 2 settembre 2008  | Spacewatch                        |
| 457266 -       | 2008 RL41                | 2 settembre 2008  | Spacewatch                        |
| 457267 -       | 2008 RP41                | 2 settembre 2008  | Spacewatch                        |
| 457268 -       | 2008 RS42                | 2 settembre 2008  | Spacewatch                        |
| 457269 -       | 2008 RC45                | 2 settembre 2008  | Spacewatch                        |
| 457270 -       | 2008 RA46                | 2 settembre 2008  | Spacewatch                        |
| 457271 -       | 2008 RG54                | 29 luglio 2008    | Mt. Lemmon Survey                 |
| 457272 -       | 2008 RZ55                | 29 luglio 2008    | Mt. Lemmon Survey                 |
| 457273 -       | 2008 RE64                | 4 settembre 2008  | Spacewatch                        |
| 457274 -       | 2008 RA76                | 6 settembre 2008  | Mt. Lemmon Survey                 |
| 457275 -       | 2008 RK78                | 10 settembre 2008 | Young, J. W.                      |
| 457276 -       | 2008 RP80                | 24 agosto 2008    | Spacewatch                        |
| 457277 -       | 2008 RZ83                | 29 luglio 2008    | Spacewatch                        |
| 457278 -       | 2008 RN86                | 5 settembre 2008  | Spacewatch                        |
| 457279 -       | 2008 RQ86                | 5 settembre 2008  | Spacewatch                        |
| 457280 -       | 2008 RR86                | 5 settembre 2008  | Spacewatch                        |
| 457281 -       | 2008 RS86                | 5 settembre 2008  | Spacewatch                        |
| 457282 -       | 2008 RZ99                | 2 settembre 2008  | Spacewatch                        |
| 457283 -       | 2008 RQ103               | 5 settembre 2008  | Spacewatch                        |
| 457284 -       | 2008 RK105               | 6 settembre 2008  | Mt. Lemmon Survey                 |
| 457285 -       | 2008 RK111               | 4 settembre 2008  | Spacewatch                        |
| 457286 -       | 2008 RM112               | 5 settembre 2008  | Spacewatch                        |
| 457287 -       | 2008 RU113               | 6 settembre 2008  | Spacewatch                        |
| 457288 -       | 2008 RL118               | 9 settembre 2008  | Mt. Lemmon Survey                 |
| 457289 -       | 2008 RU125               | 9 settembre 2008  | Mt. Lemmon Survey                 |
| 457290 -       | 2008 RU128               | 7 settembre 2008  | Mt. Lemmon Survey                 |
| 457291 -       | 2008 RA129               | 5 settembre 2008  | LINEAR                            |
| 457292 -       | 2008 RY131               | 6 settembre 2008  | CSS                               |
| 457293 -       | 2008 RK135               | 3 settembre 2008  | Spacewatch                        |
| 457294 -       | 2008 RW137               | 5 settembre 2008  | Spacewatch                        |
| 457295 -       | 2008 RX138               | 6 settembre 2008  | CSS                               |
| 457296 -       | 2008 RL140               | 9 settembre 2008  | CSS                               |
| 457297 -       | 2008 RT140               | 9 settembre 2008  | Spacewatch                        |
| 457298 -       | 2008 RN142               | 7 settembre 2008  | LINEAR                            |
| 457299 -       | 2008 RP142               | 7 settembre 2008  | LINEAR                            |
| 457300 -       | 2008 RV142               | 2 settembre 2008  | Spacewatch                        |

## 457301-457400
| Nome         | Designazione provvisoria | Data di scoperta  | Scopritore                |
| ------------ | ------------------------ | ----------------- | ------------------------- |
| 457301 -     | 2008 RG143               | 3 settembre 2008  | Spacewatch                |
| 457302 -     | 2008 RL143               | 4 settembre 2008  | Spacewatch                |
| 457303 Daina | 2008 SC8                 | 23 settembre 2008 | K. Černis, J. Zdanavičius |
| 457304 -     | 2008 SS23                | 6 settembre 2008  | Mt. Lemmon Survey         |
| 457305 -     | 2008 SV32                | 20 settembre 2008 | Spacewatch                |
| 457306 -     | 2008 SN34                | 6 settembre 2008  | Mt. Lemmon Survey         |
| 457307 -     | 2008 SV34                | 20 settembre 2008 | Spacewatch                |
| 457308 -     | 2008 SK36                | 20 settembre 2008 | Spacewatch                |
| 457309 -     | 2008 SN42                | 7 settembre 2008  | Mt. Lemmon Survey         |
| 457310 -     | 2008 SQ50                | 10 settembre 2008 | Spacewatch                |
| 457311 -     | 2008 SO54                | 20 settembre 2008 | Mt. Lemmon Survey         |
| 457312 -     | 2008 SE61                | 3 settembre 2008  | Spacewatch                |
| 457313 -     | 2008 SM65                | 21 settembre 2008 | Mt. Lemmon Survey         |
| 457314 -     | 2008 ST65                | 21 settembre 2008 | Mt. Lemmon Survey         |
| 457315 -     | 2008 SY79                | 3 settembre 2008  | Spacewatch                |
| 457316 -     | 2008 SL82                | 22 settembre 2008 | Molnar, L. A.             |
| 457317 -     | 2008 ST89                | 21 settembre 2008 | Mt. Lemmon Survey         |
| 457318 -     | 2008 SU89                | 21 settembre 2008 | Spacewatch                |
| 457319 -     | 2008 SV95                | 21 settembre 2008 | Spacewatch                |
| 457320 -     | 2008 ST100               | 21 settembre 2008 | Spacewatch                |
| 457321 -     | 2008 SC101               | 21 settembre 2008 | Spacewatch                |
| 457322 -     | 2008 SB115               | 22 settembre 2008 | Spacewatch                |
| 457323 -     | 2008 SW131               | 22 settembre 2008 | Spacewatch                |
| 457324 -     | 2008 SO138               | 23 settembre 2008 | Mt. Lemmon Survey         |
| 457325 -     | 2008 SB142               | 24 settembre 2008 | Mt. Lemmon Survey         |
| 457326 -     | 2008 SJ146               | 5 settembre 2008  | Spacewatch                |
| 457327 -     | 2008 SX161               | 23 agosto 2008    | Spacewatch                |
| 457328 -     | 2008 SD162               | 28 settembre 2008 | LINEAR                    |
| 457329 -     | 2008 SA166               | 3 settembre 2008  | Spacewatch                |
| 457330 -     | 2008 SQ168               | 6 settembre 2008  | Spacewatch                |
| 457331 -     | 2008 SC172               | 3 settembre 2008  | Spacewatch                |
| 457332 -     | 2008 SE174               | 22 settembre 2008 | Spacewatch                |
| 457333 -     | 2008 SW179               | 24 settembre 2008 | Spacewatch                |
| 457334 -     | 2008 SP181               | 24 settembre 2008 | Spacewatch                |
| 457335 -     | 2008 SA190               | 25 settembre 2008 | Spacewatch                |
| 457336 -     | 2008 SY194               | 6 settembre 2008  | Mt. Lemmon Survey         |
| 457337 -     | 2008 SZ194               | 25 settembre 2008 | Spacewatch                |
| 457338 -     | 2008 SG203               | 24 aprile 2003    | Spacewatch                |
| 457339 -     | 2008 SS203               | 26 settembre 2008 | Spacewatch                |
| 457340 -     | 2008 SU207               | 27 settembre 2008 | CSS                       |
| 457341 -     | 2008 SD215               | 6 settembre 2008  | Spacewatch                |
| 457342 -     | 2008 SK215               | 6 settembre 2008  | Spacewatch                |
| 457343 -     | 2008 SY218               | 5 settembre 2008  | Spacewatch                |
| 457344 -     | 2008 SA220               | 4 settembre 2008  | Spacewatch                |
| 457345 -     | 2008 SP222               | 25 settembre 2008 | Mt. Lemmon Survey         |
| 457346 -     | 2008 SZ222               | 25 settembre 2008 | Mt. Lemmon Survey         |
| 457347 -     | 2008 SA223               | 25 settembre 2008 | Mt. Lemmon Survey         |
| 457348 -     | 2008 SY225               | 26 settembre 2008 | Spacewatch                |
| 457349 -     | 2008 SD234               | 28 settembre 2008 | Mt. Lemmon Survey         |
| 457350 -     | 2008 SF237               | 20 settembre 2008 | Mt. Lemmon Survey         |
| 457351 -     | 2008 SC250               | 23 settembre 2008 | Mt. Lemmon Survey         |
| 457352 -     | 2008 SG257               | 22 settembre 2008 | Mt. Lemmon Survey         |
| 457353 -     | 2008 SA258               | 22 settembre 2008 | Mt. Lemmon Survey         |
| 457354 -     | 2008 SQ259               | 23 settembre 2008 | Mt. Lemmon Survey         |
| 457355 -     | 2008 SC262               | 24 settembre 2008 | Spacewatch                |
| 457356 -     | 2008 SV263               | 24 settembre 2008 | Spacewatch                |
| 457357 -     | 2008 SA265               | 26 settembre 2008 | Spacewatch                |
| 457358 -     | 2008 SC267               | 22 settembre 2008 | CSS                       |
| 457359 -     | 2008 SM267               | 23 settembre 2008 | Spacewatch                |
| 457360 -     | 2008 SN269               | 22 settembre 2008 | Mt. Lemmon Survey         |
| 457361 -     | 2008 SX269               | 23 settembre 2008 | Spacewatch                |
| 457362 -     | 2008 SJ271               | 29 settembre 2008 | Spacewatch                |
| 457363 -     | 2008 SY288               | 24 settembre 2008 | Spacewatch                |
| 457364 -     | 2008 SZ288               | 25 settembre 2008 | Spacewatch                |
| 457365 -     | 2008 SU289               | 27 settembre 2008 | Mt. Lemmon Survey         |
| 457366 -     | 2008 SV290               | 23 settembre 2008 | Spacewatch                |
| 457367 -     | 2008 SY291               | 24 settembre 2008 | CSS                       |
| 457368 -     | 2008 SC301               | 23 settembre 2008 | CSS                       |
| 457369 -     | 2008 SU303               | 24 settembre 2008 | CSS                       |
| 457370 -     | 2008 SA307               | 29 settembre 2008 | LINEAR                    |
| 457371 -     | 2008 TR11                | 29 settembre 2008 | CSS                       |
| 457372 -     | 2008 TU16                | 1º ottobre 2008   | CSS                       |
| 457373 -     | 2008 TZ20                | 1º ottobre 2008   | Mt. Lemmon Survey         |
| 457374 -     | 2008 TE24                | 2 ottobre 2008    | Spacewatch                |
| 457375 -     | 2008 TJ24                | 8 settembre 2008  | Mt. Lemmon Survey         |
| 457376 -     | 2008 TO29                | 19 settembre 2008 | Spacewatch                |
| 457377 -     | 2008 TR29                | 1º ottobre 2008   | Mt. Lemmon Survey         |
| 457378 -     | 2008 TD32                | 1º ottobre 2008   | Spacewatch                |
| 457379 -     | 2008 TK34                | 1º ottobre 2008   | Spacewatch                |
| 457380 -     | 2008 TJ39                | 1º ottobre 2008   | Spacewatch                |
| 457381 -     | 2008 TG40                | 1º ottobre 2008   | Mt. Lemmon Survey         |
| 457382 -     | 2008 TW43                | 1º ottobre 2008   | Mt. Lemmon Survey         |
| 457383 -     | 2008 TC44                | 22 settembre 2008 | Mt. Lemmon Survey         |
| 457384 -     | 2008 TK44                | 1º ottobre 2008   | Mt. Lemmon Survey         |
| 457385 -     | 2008 TX49                | 24 settembre 2008 | Spacewatch                |
| 457386 -     | 2008 TT52                | 2 ottobre 2008    | Spacewatch                |
| 457387 -     | 2008 TV53                | 24 settembre 2008 | Spacewatch                |
| 457388 -     | 2008 TZ56                | 24 settembre 2008 | Spacewatch                |
| 457389 -     | 2008 TV58                | 2 ottobre 2008    | Spacewatch                |
| 457390 -     | 2008 TR60                | 2 ottobre 2008    | Spacewatch                |
| 457391 -     | 2008 TW63                | 2 ottobre 2008    | Spacewatch                |
| 457392 -     | 2008 TX63                | 2 ottobre 2008    | Spacewatch                |
| 457393 -     | 2008 TB68                | 2 ottobre 2008    | Spacewatch                |
| 457394 -     | 2008 TS70                | 2 ottobre 2008    | Spacewatch                |
| 457395 -     | 2008 TA73                | 2 ottobre 2008    | Spacewatch                |
| 457396 -     | 2008 TA75                | 22 settembre 2008 | Mt. Lemmon Survey         |
| 457397 -     | 2008 TU76                | 2 ottobre 2008    | Mt. Lemmon Survey         |
| 457398 -     | 2008 TJ90                | 3 ottobre 2008    | Spacewatch                |
| 457399 -     | 2008 TA97                | 4 settembre 2008  | Spacewatch                |
| 457400 -     | 2008 TG100               | 6 settembre 2008  | Mt. Lemmon Survey         |

## 457401-457500
| Nome     | Designazione provvisoria | Data di scoperta  | Scopritore        |
| -------- | ------------------------ | ----------------- | ----------------- |
| 457401 - | 2008 TS104               | 6 ottobre 2008    | Spacewatch        |
| 457402 - | 2008 TQ108               | 6 ottobre 2008    | Mt. Lemmon Survey |
| 457403 - | 2008 TU115               | 23 settembre 2008 | CSS               |
| 457404 - | 2008 TK122               | 23 settembre 2008 | Spacewatch        |
| 457405 - | 2008 TP122               | 7 ottobre 2008    | Spacewatch        |
| 457406 - | 2008 TD124               | 8 ottobre 2008    | Mt. Lemmon Survey |
| 457407 - | 2008 TB126               | 23 settembre 2008 | Spacewatch        |
| 457408 - | 2008 TR130               | 8 ottobre 2008    | Mt. Lemmon Survey |
| 457409 - | 2008 TH136               | 7 settembre 2008  | Mt. Lemmon Survey |
| 457410 - | 2008 TK148               | 23 settembre 2008 | Mt. Lemmon Survey |
| 457411 - | 2008 TN148               | 9 ottobre 2008    | Mt. Lemmon Survey |
| 457412 - | 2008 TA155               | 9 ottobre 2008    | Mt. Lemmon Survey |
| 457413 - | 2008 TG160               | 1º ottobre 2008   | Spacewatch        |
| 457414 - | 2008 TE163               | 1º ottobre 2008   | CSS               |
| 457415 - | 2008 TQ163               | 1º ottobre 2008   | Spacewatch        |
| 457416 - | 2008 TM170               | 9 ottobre 2008    | Spacewatch        |
| 457417 - | 2008 TU177               | 29 settembre 2008 | LINEAR            |
| 457418 - | 2008 TV180               | 6 ottobre 2008    | CSS               |
| 457419 - | 2008 TU184               | 6 ottobre 2008    | Spacewatch        |
| 457420 - | 2008 TP185               | 6 ottobre 2008    | Mt. Lemmon Survey |
| 457421 - | 2008 UH8                 | 5 settembre 2008  | Spacewatch        |
| 457422 - | 2008 UX13                | 23 settembre 2008 | Spacewatch        |
| 457423 - | 2008 UR17                | 2 ottobre 2008    | Spacewatch        |
| 457424 - | 2008 UB23                | 20 settembre 2008 | Spacewatch        |
| 457425 - | 2008 UA28                | 20 ottobre 2008   | Spacewatch        |
| 457426 - | 2008 UU32                | 6 ottobre 2008    | Mt. Lemmon Survey |
| 457427 - | 2008 UC34                | 20 ottobre 2008   | Spacewatch        |
| 457428 - | 2008 US37                | 20 ottobre 2008   | Spacewatch        |
| 457429 - | 2008 UA40                | 25 settembre 2008 | Mt. Lemmon Survey |
| 457430 - | 2008 UE49                | 24 settembre 2008 | Mt. Lemmon Survey |
| 457431 - | 2008 UL53                | 20 ottobre 2008   | Spacewatch        |
| 457432 - | 2008 UH69                | 21 ottobre 2008   | Mt. Lemmon Survey |
| 457433 - | 2008 UT76                | 21 ottobre 2008   | Spacewatch        |
| 457434 - | 2008 UN78                | 21 ottobre 2008   | LUSS              |
| 457435 - | 2008 US79                | 8 ottobre 2008    | Mt. Lemmon Survey |
| 457436 - | 2008 UC80                | 22 ottobre 2008   | Spacewatch        |
| 457437 - | 2008 UK102               | 20 ottobre 2008   | Spacewatch        |
| 457438 - | 2008 UP105               | 20 ottobre 2008   | Spacewatch        |
| 457439 - | 2008 UB110               | 22 ottobre 2008   | Spacewatch        |
| 457440 - | 2008 UX116               | 29 settembre 2008 | Mt. Lemmon Survey |
| 457441 - | 2008 UV117               | 22 ottobre 2008   | Spacewatch        |
| 457442 - | 2008 UU121               | 22 ottobre 2008   | Spacewatch        |
| 457443 - | 2008 UM122               | 22 ottobre 2008   | Spacewatch        |
| 457444 - | 2008 UW125               | 22 ottobre 2008   | Spacewatch        |
| 457445 - | 2008 UU126               | 22 ottobre 2008   | Mt. Lemmon Survey |
| 457446 - | 2008 UL129               | 23 ottobre 2008   | Spacewatch        |
| 457447 - | 2008 UV129               | 23 ottobre 2008   | Spacewatch        |
| 457448 - | 2008 UE131               | 9 ottobre 2008    | Spacewatch        |
| 457449 - | 2008 UE143               | 23 ottobre 2008   | Spacewatch        |
| 457450 - | 2008 UU150               | 2 ottobre 2008    | Spacewatch        |
| 457451 - | 2008 UC152               | 23 settembre 2008 | Spacewatch        |
| 457452 - | 2008 UL154               | 22 settembre 2008 | Spacewatch        |
| 457453 - | 2008 UT156               | 23 ottobre 2008   | Mt. Lemmon Survey |
| 457454 - | 2008 UP159               | 24 agosto 2007    | Spacewatch        |
| 457455 - | 2008 UK164               | 8 ottobre 2008    | Mt. Lemmon Survey |
| 457456 - | 2008 UU167               | 24 ottobre 2008   | Spacewatch        |
| 457457 - | 2008 UE168               | 24 ottobre 2008   | Spacewatch        |
| 457458 - | 2008 UF168               | 24 ottobre 2008   | Spacewatch        |
| 457459 - | 2008 UU174               | 24 ottobre 2008   | CSS               |
| 457460 - | 2008 UZ177               | 24 ottobre 2008   | Mt. Lemmon Survey |
| 457461 - | 2008 UD181               | 24 ottobre 2008   | Mt. Lemmon Survey |
| 457462 - | 2008 UZ182               | 24 ottobre 2008   | Mt. Lemmon Survey |
| 457463 - | 2008 UO187               | 24 ottobre 2008   | Spacewatch        |
| 457464 - | 2008 UA207               | 23 ottobre 2008   | Spacewatch        |
| 457465 - | 2008 UO210               | 23 settembre 2008 | Mt. Lemmon Survey |
| 457466 - | 2008 UZ213               | 29 settembre 2008 | Mt. Lemmon Survey |
| 457467 - | 2008 UO216               | 24 ottobre 2008   | Spacewatch        |
| 457468 - | 2008 UY218               | 23 settembre 2008 | Mt. Lemmon Survey |
| 457469 - | 2008 UF221               | 25 ottobre 2008   | Spacewatch        |
| 457470 - | 2008 UQ221               | 25 ottobre 2008   | Spacewatch        |
| 457471 - | 2008 UX221               | 25 ottobre 2008   | Spacewatch        |
| 457472 - | 2008 UY229               | 25 ottobre 2008   | Spacewatch        |
| 457473 - | 2008 UO232               | 26 ottobre 2008   | Spacewatch        |
| 457474 - | 2008 UC234               | 24 settembre 2008 | Mt. Lemmon Survey |
| 457475 - | 2008 UB239               | 26 ottobre 2008   | CSS               |
| 457476 - | 2008 UX240               | 26 ottobre 2008   | Spacewatch        |
| 457477 - | 2008 UP247               | 26 ottobre 2008   | Spacewatch        |
| 457478 - | 2008 UR252               | 27 ottobre 2008   | Spacewatch        |
| 457479 - | 2008 UL269               | 26 settembre 2008 | Spacewatch        |
| 457480 - | 2008 UL286               | 23 settembre 2008 | Spacewatch        |
| 457481 - | 2008 UT289               | 28 ottobre 2008   | Spacewatch        |
| 457482 - | 2008 UN292               | 23 settembre 2008 | Mt. Lemmon Survey |
| 457483 - | 2008 US294               | 6 settembre 2008  | Mt. Lemmon Survey |
| 457484 - | 2008 UF303               | 29 ottobre 2008   | Spacewatch        |
| 457485 - | 2008 UD315               | 3 ottobre 2008    | Mt. Lemmon Survey |
| 457486 - | 2008 UM315               | 29 settembre 2008 | Mt. Lemmon Survey |
| 457487 - | 2008 UY315               | 30 ottobre 2008   | Spacewatch        |
| 457488 - | 2008 UK324               | 31 ottobre 2008   | Mt. Lemmon Survey |
| 457489 - | 2008 UD330               | 23 settembre 2008 | Mt. Lemmon Survey |
| 457490 - | 2008 UA336               | 20 ottobre 2008   | Spacewatch        |
| 457491 - | 2008 UP350               | 23 ottobre 2008   | Spacewatch        |
| 457492 - | 2008 UX359               | 28 ottobre 2008   | Spacewatch        |
| 457493 - | 2008 UO360               | 28 ottobre 2008   | Spacewatch        |
| 457494 - | 2008 UM362               | 25 ottobre 2008   | CSS               |
| 457495 - | 2008 UD367               | 24 ottobre 2008   | LINEAR            |
| 457496 - | 2008 UQ367               | 25 ottobre 2008   | CSS               |
| 457497 - | 2008 UN369               | 28 ottobre 2008   | Spacewatch        |
| 457498 - | 2008 VP2                 | 24 settembre 2008 | Mt. Lemmon Survey |
| 457499 - | 2008 VD4                 | 4 novembre 2008   | BATTeRS           |
| 457500 - | 2008 VH11                | 2 novembre 2008   | Mt. Lemmon Survey |

## 457501-457600
| Nome     | Designazione provvisoria | Data di scoperta  | Scopritore        |
| -------- | ------------------------ | ----------------- | ----------------- |
| 457501 - | 2008 VV15                | 1º novembre 2008  | Spacewatch        |
| 457502 - | 2008 VV22                | 1º novembre 2008  | Mt. Lemmon Survey |
| 457503 - | 2008 VQ24                | 1º novembre 2008  | Spacewatch        |
| 457504 - | 2008 VN29                | 2 novembre 2008   | Mt. Lemmon Survey |
| 457505 - | 2008 VY29                | 2 novembre 2008   | Mt. Lemmon Survey |
| 457506 - | 2008 VM36                | 2 novembre 2008   | Mt. Lemmon Survey |
| 457507 - | 2008 VS51                | 6 novembre 2008   | Spacewatch        |
| 457508 - | 2008 VC55                | 10 ottobre 2008   | Mt. Lemmon Survey |
| 457509 - | 2008 VV58                | 27 gennaio 2006   | Mt. Lemmon Survey |
| 457510 - | 2008 VS61                | 8 novembre 2008   | Spacewatch        |
| 457511 - | 2008 VT61                | 23 ottobre 2008   | Spacewatch        |
| 457512 - | 2008 VQ63                | 8 novembre 2008   | Mt. Lemmon Survey |
| 457513 - | 2008 VZ65                | 1º novembre 2008  | Mt. Lemmon Survey |
| 457514 - | 2008 VX66                | 6 novembre 2008   | Mt. Lemmon Survey |
| 457515 - | 2008 VP67                | 27 ottobre 2008   | Spacewatch        |
| 457516 - | 2008 VX70                | 7 gennaio 2006    | Mt. Lemmon Survey |
| 457517 - | 2008 WK3                 | 9 ottobre 2008    | Spacewatch        |
| 457518 - | 2008 WE4                 | 17 novembre 2008  | Spacewatch        |
| 457519 - | 2008 WE7                 | 24 settembre 2008 | Mt. Lemmon Survey |
| 457520 - | 2008 WZ8                 | 17 novembre 2008  | Spacewatch        |
| 457521 - | 2008 WL22                | 18 novembre 2008  | Spacewatch        |
| 457522 - | 2008 WP22                | 31 ottobre 2008   | Mt. Lemmon Survey |
| 457523 - | 2008 WK34                | 20 ottobre 2008   | Spacewatch        |
| 457524 - | 2008 WO43                | 17 novembre 2008  | Spacewatch        |
| 457525 - | 2008 WW43                | 28 ottobre 2008   | Spacewatch        |
| 457526 - | 2008 WX46                | 17 novembre 2008  | Spacewatch        |
| 457527 - | 2008 WF49                | 7 settembre 2008  | Mt. Lemmon Survey |
| 457528 - | 2008 WP54                | 19 novembre 2008  | Spacewatch        |
| 457529 - | 2008 WE55                | 20 novembre 2008  | Spacewatch        |
| 457530 - | 2008 WP66                | 28 ottobre 2008   | Spacewatch        |
| 457531 - | 2008 WU69                | 18 novembre 2008  | Spacewatch        |
| 457532 - | 2008 WT77                | 20 novembre 2008  | Spacewatch        |
| 457533 - | 2008 WV81                | 20 novembre 2008  | Spacewatch        |
| 457534 - | 2008 WS91                | 8 novembre 2008   | Spacewatch        |
| 457535 - | 2008 WV99                | 23 ottobre 2008   | Spacewatch        |
| 457536 - | 2008 WG107               | 29 novembre 2005  | Spacewatch        |
| 457537 - | 2008 WO126               | 24 novembre 2008  | Mt. Lemmon Survey |
| 457538 - | 2008 WY126               | 30 novembre 2008  | Mt. Lemmon Survey |
| 457539 - | 2008 WG134               | 20 novembre 2008  | Mt. Lemmon Survey |
| 457540 - | 2008 WA141               | 20 novembre 2008  | Spacewatch        |
| 457541 - | 2008 XV                  | 29 settembre 2005 | CSS               |
| 457542 - | 2008 XA15                | 19 novembre 2008  | Spacewatch        |
| 457543 - | 2008 XL34                | 23 ottobre 2008   | Spacewatch        |
| 457544 - | 2008 XD43                | 2 aprile 2006     | Spacewatch        |
| 457545 - | 2008 XX52                | 4 dicembre 2008   | LINEAR            |
| 457546 - | 2008 YM                  | 9 novembre 2008   | Mt. Lemmon Survey |
| 457547 - | 2008 YX18                | 7 ottobre 2004    | Spacewatch        |
| 457548 - | 2008 YL20                | 21 dicembre 2008  | Mt. Lemmon Survey |
| 457549 - | 2008 YT43                | 4 dicembre 2008   | Spacewatch        |
| 457550 - | 2008 YN53                | 29 dicembre 2008  | Mt. Lemmon Survey |
| 457551 - | 2008 YW62                | 30 dicembre 2008  | Mt. Lemmon Survey |
| 457552 - | 2008 YX62                | 30 dicembre 2008  | Mt. Lemmon Survey |
| 457553 - | 2008 YL64                | 30 dicembre 2008  | Mt. Lemmon Survey |
| 457554 - | 2008 YL74                | 30 dicembre 2008  | Spacewatch        |
| 457555 - | 2008 YP80                | 22 dicembre 2008  | Spacewatch        |
| 457556 - | 2008 YC89                | 29 dicembre 2008  | Spacewatch        |
| 457557 - | 2008 YG90                | 4 dicembre 2008   | Mt. Lemmon Survey |
| 457558 - | 2008 YV90                | 4 dicembre 2008   | Mt. Lemmon Survey |
| 457559 - | 2008 YX96                | 21 dicembre 2008  | Mt. Lemmon Survey |
| 457560 - | 2008 YQ100               | 1º novembre 2008  | Spacewatch        |
| 457561 - | 2008 YV100               | 29 dicembre 2008  | Spacewatch        |
| 457562 - | 2008 YL103               | 29 dicembre 2008  | Spacewatch        |
| 457563 - | 2008 YM105               | 29 dicembre 2008  | Spacewatch        |
| 457564 - | 2008 YU107               | 29 dicembre 2008  | Spacewatch        |
| 457565 - | 2008 YV112               | 22 dicembre 2008  | Spacewatch        |
| 457566 - | 2008 YB120               | 30 dicembre 2008  | Spacewatch        |
| 457567 - | 2008 YX122               | 30 dicembre 2008  | Spacewatch        |
| 457568 - | 2008 YX123               | 20 novembre 2008  | Mt. Lemmon Survey |
| 457569 - | 2008 YZ124               | 24 novembre 2008  | Mt. Lemmon Survey |
| 457570 - | 2008 YB127               | 30 dicembre 2008  | Spacewatch        |
| 457571 - | 2008 YL134               | 7 novembre 2008   | Mt. Lemmon Survey |
| 457572 - | 2008 YZ138               | 30 dicembre 2008  | Mt. Lemmon Survey |
| 457573 - | 2008 YN139               | 4 dicembre 2008   | Mt. Lemmon Survey |
| 457574 - | 2008 YV140               | 30 dicembre 2008  | Mt. Lemmon Survey |
| 457575 - | 2008 YG143               | 21 novembre 2008  | Mt. Lemmon Survey |
| 457576 - | 2008 YV145               | 22 dicembre 2008  | Mt. Lemmon Survey |
| 457577 - | 2008 YT150               | 22 dicembre 2008  | Spacewatch        |
| 457578 - | 2008 YB155               | 22 dicembre 2008  | Mt. Lemmon Survey |
| 457579 - | 2008 YQ155               | 22 dicembre 2008  | Spacewatch        |
| 457580 - | 2008 YV162               | 22 dicembre 2008  | Mt. Lemmon Survey |
| 457581 - | 2008 YO165               | 29 dicembre 2008  | Mt. Lemmon Survey |
| 457582 - | 2008 YA173               | 30 dicembre 2008  | Mt. Lemmon Survey |
| 457583 - | 2009 AW10                | 22 dicembre 2008  | Spacewatch        |
| 457584 - | 2009 AY14                | 2 gennaio 2009    | Mt. Lemmon Survey |
| 457585 - | 2009 AF20                | 21 dicembre 2008  | Spacewatch        |
| 457586 - | 2009 AY20                | 21 dicembre 2008  | Spacewatch        |
| 457587 - | 2009 AV27                | 24 novembre 2008  | Mt. Lemmon Survey |
| 457588 - | 2009 AM28                | 8 gennaio 2009    | Spacewatch        |
| 457589 - | 2009 AF31                | 24 novembre 2008  | Mt. Lemmon Survey |
| 457590 - | 2009 AN33                | 15 gennaio 2009   | Spacewatch        |
| 457591 - | 2009 AX40                | 15 gennaio 2009   | Spacewatch        |
| 457592 - | 2009 AD44                | 3 gennaio 2009    | Spacewatch        |
| 457593 - | 2009 AH45                | 15 gennaio 2009   | Spacewatch        |
| 457594 - | 2009 AU47                | 1º gennaio 2009   | Spacewatch        |
| 457595 - | 2009 BO10                | 22 gennaio 2009   | Lowe, A.          |
| 457596 - | 2009 BU16                | 30 dicembre 2008  | Mt. Lemmon Survey |
| 457597 - | 2009 BA23                | 30 dicembre 2008  | Mt. Lemmon Survey |
| 457598 - | 2009 BP31                | 16 gennaio 2009   | Spacewatch        |
| 457599 - | 2009 BU31                | 16 gennaio 2009   | Spacewatch        |
| 457600 - | 2009 BS35                | 16 gennaio 2009   | Spacewatch        |

## 457601-457700
| Nome     | Designazione provvisoria | Data di scoperta  | Scopritore        |
| -------- | ------------------------ | ----------------- | ----------------- |
| 457601 - | 2009 BZ36                | 1º gennaio 2009   | Mt. Lemmon Survey |
| 457602 - | 2009 BA40                | 16 gennaio 2009   | Spacewatch        |
| 457603 - | 2009 BH40                | 10 ottobre 2004   | Spacewatch        |
| 457604 - | 2009 BB41                | 16 gennaio 2009   | Spacewatch        |
| 457605 - | 2009 BB42                | 16 gennaio 2009   | Spacewatch        |
| 457606 - | 2009 BG43                | 16 gennaio 2009   | Spacewatch        |
| 457607 - | 2009 BX54                | 16 gennaio 2009   | Mt. Lemmon Survey |
| 457608 - | 2009 BY54                | 16 gennaio 2009   | Mt. Lemmon Survey |
| 457609 - | 2009 BC66                | 20 gennaio 2009   | Spacewatch        |
| 457610 - | 2009 BX67                | 20 gennaio 2009   | Spacewatch        |
| 457611 - | 2009 BF68                | 7 dicembre 2004   | LINEAR            |
| 457612 - | 2009 BQ68                | 22 dicembre 2008  | Mt. Lemmon Survey |
| 457613 - | 2009 BF69                | 3 dicembre 2008   | Mt. Lemmon Survey |
| 457614 - | 2009 BA81                | 15 settembre 2007 | Spacewatch        |
| 457615 - | 2009 BD85                | 25 gennaio 2009   | Spacewatch        |
| 457616 - | 2009 BH86                | 25 gennaio 2009   | Spacewatch        |
| 457617 - | 2009 BK86                | 25 gennaio 2009   | Spacewatch        |
| 457618 - | 2009 BJ89                | 30 dicembre 2008  | Mt. Lemmon Survey |
| 457619 - | 2009 BW89                | 3 dicembre 2008   | Mt. Lemmon Survey |
| 457620 - | 2009 BJ93                | 25 gennaio 2009   | Spacewatch        |
| 457621 - | 2009 BZ93                | 25 gennaio 2009   | Spacewatch        |
| 457622 - | 2009 BK94                | 22 dicembre 2008  | Mt. Lemmon Survey |
| 457623 - | 2009 BA96                | 28 gennaio 2009   | CSS               |
| 457624 - | 2009 BX100               | 29 gennaio 2009   | Spacewatch        |
| 457625 - | 2009 BK104               | 25 gennaio 2009   | Spacewatch        |
| 457626 - | 2009 BZ109               | 30 gennaio 2009   | Mt. Lemmon Survey |
| 457627 - | 2009 BS118               | 30 dicembre 2008  | Spacewatch        |
| 457628 - | 2009 BB123               | 31 gennaio 2009   | Spacewatch        |
| 457629 - | 2009 BY126               | 29 gennaio 2009   | Spacewatch        |
| 457630 - | 2009 BV129               | 30 gennaio 2009   | Mt. Lemmon Survey |
| 457631 - | 2009 BY129               | 16 gennaio 2009   | Spacewatch        |
| 457632 - | 2009 BY135               | 29 gennaio 2009   | Spacewatch        |
| 457633 - | 2009 BF143               | 30 gennaio 2009   | Spacewatch        |
| 457634 - | 2009 BO145               | 15 gennaio 2009   | Spacewatch        |
| 457635 - | 2009 BD148               | 30 gennaio 2009   | Mt. Lemmon Survey |
| 457636 - | 2009 BN155               | 16 gennaio 2009   | Mt. Lemmon Survey |
| 457637 - | 2009 BM156               | 31 gennaio 2009   | Spacewatch        |
| 457638 - | 2009 BH157               | 25 gennaio 2009   | Spacewatch        |
| 457639 - | 2009 BQ157               | 31 gennaio 2009   | Spacewatch        |
| 457640 - | 2009 BK174               | 25 gennaio 2009   | Spacewatch        |
| 457641 - | 2009 BX174               | 9 dicembre 2004   | Spacewatch        |
| 457642 - | 2009 BZ181               | 31 gennaio 2009   | Mt. Lemmon Survey |
| 457643 - | 2009 BW184               | 18 gennaio 2009   | Spacewatch        |
| 457644 - | 2009 BG185               | 25 gennaio 2009   | LINEAR            |
| 457645 - | 2009 BW189               | 31 gennaio 2009   | Spacewatch        |
| 457646 - | 2009 BD190               | 3 gennaio 2009    | Mt. Lemmon Survey |
| 457647 - | 2009 CZ                  | 3 febbraio 2009   | CSS               |
| 457648 - | 2009 CE5                 | 13 febbraio 2009  | Hormuth, F.       |
| 457649 - | 2009 CK8                 | 22 dicembre 2008  | Mt. Lemmon Survey |
| 457650 - | 2009 CV21                | 1º febbraio 2009  | Spacewatch        |
| 457651 - | 2009 CW23                | 25 gennaio 2009   | Spacewatch        |
| 457652 - | 2009 CN28                | 17 gennaio 2009   | Spacewatch        |
| 457653 - | 2009 CL29                | 31 dicembre 2008  | Mt. Lemmon Survey |
| 457654 - | 2009 CT34                | 2 febbraio 2009   | Mt. Lemmon Survey |
| 457655 - | 2009 CJ38                | 13 febbraio 2009  | Spacewatch        |
| 457656 - | 2009 CJ41                | 15 gennaio 2009   | Spacewatch        |
| 457657 - | 2009 CJ42                | 25 gennaio 2009   | Spacewatch        |
| 457658 - | 2009 CZ46                | 14 febbraio 2009  | Spacewatch        |
| 457659 - | 2009 CX47                | 25 gennaio 2009   | CSS               |
| 457660 - | 2009 CR48                | 14 febbraio 2009  | Mt. Lemmon Survey |
| 457661 - | 2009 CB56                | 1º febbraio 2009  | Spacewatch        |
| 457662 - | 2009 DZ                  | 18 febbraio 2009  | LINEAR            |
| 457663 - | 2009 DN1                 | 19 febbraio 2009  | LINEAR            |
| 457664 - | 2009 DY8                 | 3 gennaio 2009    | Mt. Lemmon Survey |
| 457665 - | 2009 DO15                | 16 febbraio 2009  | OAM               |
| 457666 - | 2009 DQ19                | 29 gennaio 2009   | CSS               |
| 457667 - | 2009 DJ34                | 1º febbraio 2009  | Mt. Lemmon Survey |
| 457668 - | 2009 DW35                | 20 febbraio 2009  | Spacewatch        |
| 457669 - | 2009 DL43                | 25 febbraio 2009  | Kugel, F.         |
| 457670 - | 2009 DX46                | 17 gennaio 2009   | Spacewatch        |
| 457671 - | 2009 DN49                | 19 febbraio 2009  | Spacewatch        |
| 457672 - | 2009 DP49                | 19 febbraio 2009  | Spacewatch        |
| 457673 - | 2009 DW50                | 19 febbraio 2009  | Spacewatch        |
| 457674 - | 2009 DP54                | 22 febbraio 2009  | Spacewatch        |
| 457675 - | 2009 DG71                | 17 gennaio 2009   | Spacewatch        |
| 457676 - | 2009 DG72                | 18 gennaio 2009   | Mt. Lemmon Survey |
| 457677 - | 2009 DA73                | 24 febbraio 2009  | CSS               |
| 457678 - | 2009 DT78                | 17 gennaio 2009   | Spacewatch        |
| 457679 - | 2009 DM81                | 24 febbraio 2009  | Spacewatch        |
| 457680 - | 2009 DZ82                | 24 febbraio 2009  | Spacewatch        |
| 457681 - | 2009 DS85                | 21 novembre 2003  | Spacewatch        |
| 457682 - | 2009 DS86                | 27 febbraio 2009  | Spacewatch        |
| 457683 - | 2009 DQ91                | 27 febbraio 2009  | Spacewatch        |
| 457684 - | 2009 DR100               | 26 febbraio 2009  | Spacewatch        |
| 457685 - | 2009 DB103               | 26 febbraio 2009  | Spacewatch        |
| 457686 - | 2009 DF112               | 3 gennaio 2009    | Mt. Lemmon Survey |
| 457687 - | 2009 DL112               | 25 gennaio 2009   | Spacewatch        |
| 457688 - | 2009 DM130               | 26 febbraio 2009  | Spacewatch        |
| 457689 - | 2009 DT130               | 27 febbraio 2009  | Mt. Lemmon Survey |
| 457690 - | 2009 DA137               | 28 febbraio 2009  | Spacewatch        |
| 457691 - | 2009 DE140               | 26 ottobre 2008   | Mt. Lemmon Survey |
| 457692 - | 2009 EB4                 | 30 dicembre 2008  | Mt. Lemmon Survey |
| 457693 - | 2009 EL4                 | 15 marzo 2009     | OAM               |
| 457694 - | 2009 EL13                | 20 febbraio 2009  | Mt. Lemmon Survey |
| 457695 - | 2009 ET13                | 15 marzo 2009     | Spacewatch        |
| 457696 - | 2009 EO14                | 1º febbraio 2009  | CSS               |
| 457697 - | 2009 EZ16                | 15 marzo 2009     | Spacewatch        |
| 457698 - | 2009 ED17                | 2 febbraio 2009   | Spacewatch        |
| 457699 - | 2009 EB23                | 3 marzo 2009      | Spacewatch        |
| 457700 - | 2009 EE25                | 3 marzo 2009      | Mt. Lemmon Survey |

## 457701-457800
| Nome            | Designazione provvisoria | Data di scoperta | Scopritore              |
| --------------- | ------------------------ | ---------------- | ----------------------- |
| 457701 -        | 2009 EN25                | 3 marzo 2009     | Mt. Lemmon Survey       |
| 457702 -        | 2009 EM29                | 2 marzo 2009     | Mt. Lemmon Survey       |
| 457703 -        | 2009 FP1                 | 16 marzo 2009    | OAM                     |
| 457704 -        | 2009 FO5                 | 1º febbraio 2009 | Spacewatch              |
| 457705 -        | 2009 FN6                 | 26 febbraio 2009 | CSS                     |
| 457706 -        | 2009 FP13                | 3 marzo 2009     | Spacewatch              |
| 457707 -        | 2009 FJ14                | 19 marzo 2009    | Ferrando, R.            |
| 457708 -        | 2009 FO14                | 20 marzo 2009    | Starkenburg             |
| 457709 -        | 2009 FN22                | 19 marzo 2009    | Spacewatch              |
| 457710 -        | 2009 FC29                | 22 marzo 2009    | CSS                     |
| 457711 -        | 2009 FU32                | 2 gennaio 2009   | CSS                     |
| 457712 -        | 2009 FX36                | 21 marzo 2009    | Spacewatch              |
| 457713 -        | 2009 FT39                | 27 marzo 2009    | CSS                     |
| 457714 -        | 2009 FM45                | 19 febbraio 2009 | Spacewatch              |
| 457715 -        | 2009 FD49                | 26 marzo 2009    | CSS                     |
| 457716 -        | 2009 FY49                | 27 marzo 2009    | CSS                     |
| 457717 -        | 2009 FE50                | 14 febbraio 2009 | Mt. Lemmon Survey       |
| 457718 -        | 2009 FA55                | 24 febbraio 2009 | Spacewatch              |
| 457719 -        | 2009 FT55                | 16 marzo 2009    | CSS                     |
| 457720 -        | 2009 FP60                | 7 marzo 2009     | Mt. Lemmon Survey       |
| 457721 -        | 2009 FT60                | 21 marzo 2009    | OAM                     |
| 457722 -        | 2009 FD63                | 28 marzo 2009    | Spacewatch              |
| 457723 -        | 2009 FM63                | 28 marzo 2009    | Spacewatch              |
| 457724 -        | 2009 FP65                | 18 marzo 2009    | Spacewatch              |
| 457725 -        | 2009 FE66                | 19 marzo 2009    | Spacewatch              |
| 457726 -        | 2009 FA68                | 31 marzo 2009    | Spacewatch              |
| 457727 -        | 2009 FG68                | 29 marzo 2009    | Spacewatch              |
| 457728 -        | 2009 FS69                | 18 marzo 2009    | Spacewatch              |
| 457729 -        | 2009 FD70                | 19 marzo 2009    | CSS                     |
| 457730 -        | 2009 FH70                | 19 marzo 2009    | Spacewatch              |
| 457731 -        | 2009 FB74                | 31 marzo 2009    | Spacewatch              |
| 457732 -        | 2009 GT3                 | 15 aprile 2009   | Crni Vrh                |
| 457733 -        | 2009 HS                  | 16 aprile 2009   | CSS                     |
| 457734 -        | 2009 HJ3                 | 16 aprile 2009   | CSS                     |
| 457735 -        | 2009 HA12                | 22 marzo 2009    | CSS                     |
| 457736 -        | 2009 HY12                | 17 aprile 2009   | Spacewatch              |
| 457737 -        | 2009 HW13                | 17 aprile 2009   | Mt. Lemmon Survey       |
| 457738 -        | 2009 HE14                | 29 marzo 2009    | Spacewatch              |
| 457739 -        | 2009 HJ14                | 17 aprile 2009   | CSS                     |
| 457740 -        | 2009 HR15                | 18 aprile 2009   | Spacewatch              |
| 457741 -        | 2009 HK16                | 29 marzo 2009    | Mt. Lemmon Survey       |
| 457742 -        | 2009 HG19                | 16 ottobre 2007  | Spacewatch              |
| 457743 Balklavs | 2009 HW20                | 18 aprile 2009   | Cernis, K., Eglitis, I. |
| 457744 -        | 2009 HG24                | 17 aprile 2009   | Spacewatch              |
| 457745 -        | 2009 HU40                | 20 aprile 2009   | Spacewatch              |
| 457746 -        | 2009 HT43                | 20 aprile 2009   | Spacewatch              |
| 457747 -        | 2009 HB49                | 4 febbraio 2009  | Spacewatch              |
| 457748 -        | 2009 HK54                | 20 aprile 2009   | Spacewatch              |
| 457749 -        | 2009 HZ58                | 18 aprile 2009   | Spacewatch              |
| 457750 -        | 2009 HE62                | 30 marzo 2009    | Mt. Lemmon Survey       |
| 457751 -        | 2009 HB68                | 22 aprile 2009   | Spacewatch              |
| 457752 -        | 2009 HK68                | 27 aprile 2009   | Schwab, E.              |
| 457753 -        | 2009 HU69                | 22 aprile 2009   | Mt. Lemmon Survey       |
| 457754 -        | 2009 HD77                | 28 aprile 2009   | CSS                     |
| 457755 -        | 2009 HL80                | 28 aprile 2009   | CSS                     |
| 457756 -        | 2009 HL83                | 24 marzo 2009    | Mt. Lemmon Survey       |
| 457757 -        | 2009 HP88                | 30 aprile 2009   | OAM                     |
| 457758 -        | 2009 HV95                | 20 aprile 2009   | Mt. Lemmon Survey       |
| 457759 -        | 2009 HY99                | 23 aprile 2009   | Spacewatch              |
| 457760 -        | 2009 HN105               | 23 aprile 2009   | Spacewatch              |
| 457761 -        | 2009 JT3                 | 31 marzo 2009    | Mt. Lemmon Survey       |
| 457762 -        | 2009 JX8                 | 13 maggio 2009   | Spacewatch              |
| 457763 -        | 2009 JD9                 | 20 aprile 2009   | CSS                     |
| 457764 -        | 2009 JS11                | 15 maggio 2009   | Spacewatch              |
| 457765 -        | 2009 JD18                | 1º maggio 2009   | Spacewatch              |
| 457766 -        | 2009 KT2                 | 20 maggio 2009   | OAM                     |
| 457767 -        | 2009 KF4                 | 24 maggio 2009   | CSS                     |
| 457768 -        | 2009 KN4                 | 23 maggio 2009   | Siding Spring Survey    |
| 457769 -        | 2009 KZ4                 | 22 maggio 2009   | Bickel, W.              |
| 457770 -        | 2009 KA6                 | 25 maggio 2009   | Mt. Lemmon Survey       |
| 457771 -        | 2009 KD11                | 24 aprile 2009   | Spacewatch              |
| 457772 -        | 2009 KQ37                | 19 aprile 2009   | Spacewatch              |
| 457773 -        | 2009 LK4                 | 13 maggio 2009   | Mt. Lemmon Survey       |
| 457774 -        | 2009 MP1                 | 16 giugno 2009   | Spacewatch              |
| 457775 -        | 2009 MG8                 | 28 giugno 2009   | OAM                     |
| 457776 -        | 2009 NE2                 | 14 luglio 2009   | Spacewatch              |
| 457777 -        | 2009 OA1                 | 19 luglio 2009   | OAM                     |
| 457778 -        | 2009 OQ3                 | 22 luglio 2009   | OAM                     |
| 457779 -        | 2009 OE21                | 29 luglio 2009   | OAM                     |
| 457780 -        | 2009 OD25                | 29 luglio 2009   | CSS                     |
| 457781 -        | 2009 PP9                 | 15 agosto 2009   | Spacewatch              |
| 457782 -        | 2009 PR9                 | 29 luglio 2009   | Spacewatch              |
| 457783 -        | 2009 PS9                 | 28 luglio 2009   | CSS                     |
| 457784 -        | 2009 PL10                | 15 agosto 2009   | OAM                     |
| 457785 -        | 2009 PJ15                | 15 agosto 2009   | CSS                     |
| 457786 -        | 2009 PQ16                | 15 agosto 2009   | Spacewatch              |
| 457787 -        | 2009 QB                  | 8 settembre 2004 | LINEAR                  |
| 457788 -        | 2009 QU2                 | 16 agosto 2009   | Spacewatch              |
| 457789 -        | 2009 QC4                 | 17 agosto 2009   | CSS                     |
| 457790 -        | 2009 QE20                | 19 agosto 2009   | OAM                     |
| 457791 -        | 2009 QM23                | 15 agosto 2009   | LINEAR                  |
| 457792 -        | 2009 QC24                | 16 agosto 2009   | Spacewatch              |
| 457793 -        | 2009 QR28                | 19 agosto 2009   | Spacewatch              |
| 457794 -        | 2009 QS30                | 21 agosto 2009   | LINEAR                  |
| 457795 -        | 2009 QX30                | 24 agosto 2009   | OAM                     |
| 457796 -        | 2009 QB33                | 18 agosto 2009   | OAM                     |
| 457797 -        | 2009 QR36                | 27 maggio 2009   | CSS                     |
| 457798 -        | 2009 QH38                | 29 agosto 2009   | Bickel, W.              |
| 457799 -        | 2009 QP60                | 18 agosto 2009   | Spacewatch              |
| 457800 -        | 2009 QT60                | 19 agosto 2009   | CSS                     |

## 457801-457900
| Nome                 | Designazione provvisoria | Data di scoperta  | Scopritore        |
| -------------------- | ------------------------ | ----------------- | ----------------- |
| 457801 -             | 2009 RC3                 | 17 agosto 2009    | CSS               |
| 457802 -             | 2009 RY6                 | 16 agosto 2009    | Spacewatch        |
| 457803 -             | 2009 RS7                 | 11 settembre 2009 | CSS               |
| 457804 -             | 2009 RV8                 | 12 settembre 2009 | Spacewatch        |
| 457805 -             | 2009 RA11                | 12 settembre 2009 | Spacewatch        |
| 457806 -             | 2009 RT11                | 12 settembre 2009 | Spacewatch        |
| 457807 -             | 2009 RK14                | 12 settembre 2009 | Spacewatch        |
| 457808 -             | 2009 RY21                | 30 luglio 2009    | Spacewatch        |
| 457809 -             | 2009 RF26                | 13 settembre 2009 | LINEAR            |
| 457810 -             | 2009 RF27                | 15 settembre 2009 | Mt. Lemmon Survey |
| 457811 -             | 2009 RM30                | 14 settembre 2009 | Spacewatch        |
| 457812 -             | 2009 RL49                | 15 settembre 2009 | Spacewatch        |
| 457813 -             | 2009 RD50                | 15 settembre 2009 | Spacewatch        |
| 457814 -             | 2009 RK53                | 15 settembre 2009 | Spacewatch        |
| 457815 -             | 2009 RZ53                | 15 settembre 2009 | Spacewatch        |
| 457816 -             | 2009 RS54                | 15 settembre 2009 | Spacewatch        |
| 457817 -             | 2009 RB55                | 15 settembre 2009 | Spacewatch        |
| 457818 Ramírezmoreta | 2009 RB58                | 10 settembre 2009 | ESA OGS           |
| 457819 -             | 2009 SY11                | 16 settembre 2009 | Mt. Lemmon Survey |
| 457820 -             | 2009 SU46                | 18 aprile 2007    | Mt. Lemmon Survey |
| 457821 -             | 2009 SW47                | 16 settembre 2009 | Spacewatch        |
| 457822 -             | 2009 SB48                | 16 settembre 2009 | Spacewatch        |
| 457823 -             | 2009 SP52                | 17 settembre 2009 | Spacewatch        |
| 457824 -             | 2009 SW55                | 17 settembre 2009 | Spacewatch        |
| 457825 -             | 2009 SV59                | 17 settembre 2009 | Spacewatch        |
| 457826 -             | 2009 SW59                | 17 settembre 2009 | Spacewatch        |
| 457827 -             | 2009 SF60                | 17 settembre 2009 | Spacewatch        |
| 457828 -             | 2009 SX61                | 17 settembre 2009 | Mt. Lemmon Survey |
| 457829 -             | 2009 ST65                | 20 agosto 2009    | Spacewatch        |
| 457830 -             | 2009 SB72                | 27 agosto 2009    | Spacewatch        |
| 457831 -             | 2009 SX75                | 17 settembre 2009 | Spacewatch        |
| 457832 -             | 2009 SM76                | 17 settembre 2009 | Spacewatch        |
| 457833 -             | 2009 SN79                | 18 settembre 2009 | Spacewatch        |
| 457834 -             | 2009 SQ86                | 18 settembre 2009 | Spacewatch        |
| 457835 -             | 2009 ST90                | 18 settembre 2009 | Mt. Lemmon Survey |
| 457836 -             | 2009 SF92                | 18 settembre 2009 | Mt. Lemmon Survey |
| 457837 -             | 2009 SS92                | 18 settembre 2009 | Mt. Lemmon Survey |
| 457838 -             | 2009 SW97                | 20 settembre 2009 | Mt. Lemmon Survey |
| 457839 -             | 2009 SX100               | 21 settembre 2009 | Mt. Lemmon Survey |
| 457840 -             | 2009 SW107               | 16 settembre 2009 | Mt. Lemmon Survey |
| 457841 -             | 2009 SZ113               | 18 settembre 2009 | Spacewatch        |
| 457842 -             | 2009 SD123               | 24 ottobre 2005   | Spacewatch        |
| 457843 -             | 2009 SK123               | 18 settembre 2009 | Spacewatch        |
| 457844 -             | 2009 SX123               | 11 settembre 2004 | Spacewatch        |
| 457845 -             | 2009 SH128               | 18 settembre 2009 | Spacewatch        |
| 457846 -             | 2009 SK136               | 18 settembre 2009 | Spacewatch        |
| 457847 -             | 2009 SA142               | 15 settembre 2009 | Spacewatch        |
| 457848 -             | 2009 SS147               | 19 settembre 2009 | Mt. Lemmon Survey |
| 457849 -             | 2009 SX149               | 20 settembre 2009 | Spacewatch        |
| 457850 -             | 2009 SR153               | 20 settembre 2009 | Spacewatch        |
| 457851 -             | 2009 SY154               | 10 marzo 2008     | Spacewatch        |
| 457852 -             | 2009 SJ164               | 28 agosto 2009    | Spacewatch        |
| 457853 -             | 2009 SE168               | 17 settembre 2009 | CSS               |
| 457854 -             | 2009 SQ170               | 17 settembre 2009 | CSS               |
| 457855 -             | 2009 SH172               | 19 settembre 2009 | Spacewatch        |
| 457856 -             | 2009 SR173               | 18 settembre 2009 | CSS               |
| 457857 -             | 2009 SL175               | 19 settembre 2009 | Spacewatch        |
| 457858 -             | 2009 SU179               | 28 febbraio 2008  | Spacewatch        |
| 457859 -             | 2009 SL190               | 22 settembre 2009 | Spacewatch        |
| 457860 -             | 2009 SO192               | 22 settembre 2009 | Spacewatch        |
| 457861 -             | 2009 SX192               | 2 dicembre 2005   | Mt. Lemmon Survey |
| 457862 -             | 2009 SO194               | 22 settembre 2009 | Spacewatch        |
| 457863 -             | 2009 SB201               | 4 ottobre 2004    | Spacewatch        |
| 457864 -             | 2009 SM215               | 24 settembre 2009 | Spacewatch        |
| 457865 -             | 2009 SD219               | 15 settembre 2009 | Spacewatch        |
| 457866 -             | 2009 SB220               | 24 settembre 2009 | Mt. Lemmon Survey |
| 457867 -             | 2009 SC222               | 17 agosto 2009    | Spacewatch        |
| 457868 -             | 2009 SC223               | 25 settembre 2009 | Mt. Lemmon Survey |
| 457869 -             | 2009 SY240               | 18 settembre 2009 | CSS               |
| 457870 -             | 2009 SK243               | 15 settembre 2009 | CSS               |
| 457871 -             | 2009 SX248               | 16 settembre 2009 | Spacewatch        |
| 457872 -             | 2009 SF252               | 7 aprile 2003     | Spacewatch        |
| 457873 -             | 2009 SG254               | 16 settembre 2009 | Spacewatch        |
| 457874 -             | 2009 SQ261               | 22 settembre 2009 | Spacewatch        |
| 457875 -             | 2009 SN278               | 21 febbraio 2007  | Spacewatch        |
| 457876 -             | 2009 SA281               | 17 settembre 2009 | Spacewatch        |
| 457877 -             | 2009 SO287               | 25 settembre 2009 | Spacewatch        |
| 457878 -             | 2009 SD288               | 17 settembre 2009 | Spacewatch        |
| 457879 -             | 2009 SE289               | 17 settembre 2009 | Spacewatch        |
| 457880 -             | 2009 SF303               | 16 settembre 2009 | Mt. Lemmon Survey |
| 457881 -             | 2009 SG322               | 28 agosto 2009    | Spacewatch        |
| 457882 -             | 2009 SH327               | 25 settembre 2009 | CSS               |
| 457883 -             | 2009 SS338               | 17 settembre 2009 | Mt. Lemmon Survey |
| 457884 -             | 2009 SE339               | 23 settembre 2009 | Mt. Lemmon Survey |
| 457885 -             | 2009 SJ344               | 18 settembre 2009 | Spacewatch        |
| 457886 -             | 2009 SP347               | 28 settembre 2009 | Mt. Lemmon Survey |
| 457887 -             | 2009 SG350               | 22 settembre 2009 | Mt. Lemmon Survey |
| 457888 -             | 2009 SM354               | 21 settembre 2009 | Mt. Lemmon Survey |
| 457889 -             | 2009 SJ357               | 21 settembre 2009 | Mt. Lemmon Survey |
| 457890 -             | 2009 TZ3                 | 29 settembre 2009 | Mt. Lemmon Survey |
| 457891 -             | 2009 TR12                | 12 settembre 2009 | Spacewatch        |
| 457892 -             | 2009 TE14                | 11 ottobre 2009   | Mt. Lemmon Survey |
| 457893 -             | 2009 TJ19                | 11 ottobre 2009   | Mt. Lemmon Survey |
| 457894 -             | 2009 TY23                | 14 ottobre 2009   | Tucker, R. A.     |
| 457895 -             | 2009 TK25                | 14 ottobre 2009   | Mt. Lemmon Survey |
| 457896 -             | 2009 TW30                | 24 dicembre 2005  | Spacewatch        |
| 457897 -             | 2009 TC32                | 28 settembre 2009 | Mt. Lemmon Survey |
| 457898 -             | 2009 TD32                | 13 ottobre 2009   | LINEAR            |
| 457899 -             | 2009 TJ33                | 20 settembre 2009 | Spacewatch        |
| 457900 -             | 2009 TE37                | 21 settembre 2009 | Spacewatch        |

## 457901-458000
| Nome     | Designazione provvisoria | Data di scoperta  | Scopritore                   |
| -------- | ------------------------ | ----------------- | ---------------------------- |
| 457901 - | 2009 TM42                | 11 ottobre 2009   | Mt. Lemmon Survey            |
| 457902 - | 2009 TD46                | 1º ottobre 2009   | Mt. Lemmon Survey            |
| 457903 - | 2009 TG48                | 14 ottobre 2009   | Mt. Lemmon Survey            |
| 457904 - | 2009 UA6                 | 17 settembre 2009 | Spacewatch                   |
| 457905 - | 2009 UG6                 | 24 ottobre 2005   | Spacewatch                   |
| 457906 - | 2009 UR7                 | 26 novembre 2005  | Mt. Lemmon Survey            |
| 457907 - | 2009 UD10                | 18 settembre 2009 | Spacewatch                   |
| 457908 - | 2009 UA13                | 1º ottobre 2009   | Mt. Lemmon Survey            |
| 457909 - | 2009 UY14                | 28 settembre 2009 | Mt. Lemmon Survey            |
| 457910 - | 2009 UH16                | 18 ottobre 2009   | OAM                          |
| 457911 - | 2009 UT17                | 19 ottobre 2009   | Lowe, A.                     |
| 457912 - | 2009 UW18                | 23 ottobre 2009   | LINEAR                       |
| 457913 - | 2009 UN27                | 21 ottobre 2009   | Mt. Lemmon Survey            |
| 457914 - | 2009 UP28                | 22 settembre 2009 | Mt. Lemmon Survey            |
| 457915 - | 2009 UU28                | 18 ottobre 2009   | Mt. Lemmon Survey            |
| 457916 - | 2009 UU34                | 21 ottobre 2009   | Mt. Lemmon Survey            |
| 457917 - | 2009 UH43                | 18 settembre 2009 | Spacewatch                   |
| 457918 - | 2009 UZ45                | 22 settembre 2009 | Mt. Lemmon Survey            |
| 457919 - | 2009 UR46                | 18 ottobre 2009   | Mt. Lemmon Survey            |
| 457920 - | 2009 UT47                | 18 ottobre 2009   | Spacewatch                   |
| 457921 - | 2009 UN56                | 16 settembre 2009 | Mt. Lemmon Survey            |
| 457922 - | 2009 UQ75                | 24 settembre 2009 | Spacewatch                   |
| 457923 - | 2009 UO79                | 22 ottobre 2009   | Mt. Lemmon Survey            |
| 457924 - | 2009 UU82                | 23 ottobre 2009   | Mt. Lemmon Survey            |
| 457925 - | 2009 UJ90                | 26 ottobre 2009   | OAM                          |
| 457926 - | 2009 UX92                | 17 ottobre 2009   | Mt. Lemmon Survey            |
| 457927 - | 2009 UA101               | 23 ottobre 2009   | Mt. Lemmon Survey            |
| 457928 - | 2009 UU103               | 20 settembre 2009 | Mt. Lemmon Survey            |
| 457929 - | 2009 UC110               | 23 ottobre 2009   | Spacewatch                   |
| 457930 - | 2009 UY113               | 4 ottobre 2004    | Spacewatch                   |
| 457931 - | 2009 UV123               | 26 ottobre 2009   | Mt. Lemmon Survey            |
| 457932 - | 2009 UE128               | 25 ottobre 2009   | Spacewatch                   |
| 457933 - | 2009 UE133               | 21 ottobre 2009   | CSS                          |
| 457934 - | 2009 UO139               | 20 settembre 2009 | CSS                          |
| 457935 - | 2009 UN142               | 18 ottobre 2009   | Mt. Lemmon Survey            |
| 457936 - | 2009 UW150               | 23 ottobre 2009   | Mt. Lemmon Survey            |
| 457937 - | 2009 UL151               | 17 ottobre 2009   | CSS                          |
| 457938 - | 2009 UL154               | 26 ottobre 2009   | Spacewatch                   |
| 457939 - | 2009 VG1                 | 9 novembre 2009   | Chestnov, D., Novichonok, A. |
| 457940 - | 2009 VD2                 | 9 novembre 2009   | LINEAR                       |
| 457941 - | 2009 VX2                 | 9 novembre 2009   | LINEAR                       |
| 457942 - | 2009 VC9                 | 8 novembre 2009   | Mt. Lemmon Survey            |
| 457943 - | 2009 VW11                | 24 ottobre 2009   | Spacewatch                   |
| 457944 - | 2009 VY15                | 8 novembre 2009   | Mt. Lemmon Survey            |
| 457945 - | 2009 VO28                | 24 ottobre 2009   | CSS                          |
| 457946 - | 2009 VQ31                | 26 ottobre 2009   | Spacewatch                   |
| 457947 - | 2009 VK32                | 9 novembre 2009   | Mt. Lemmon Survey            |
| 457948 - | 2009 VB33                | 9 novembre 2009   | Mt. Lemmon Survey            |
| 457949 - | 2009 VT38                | 22 ottobre 2009   | Mt. Lemmon Survey            |
| 457950 - | 2009 VY38                | 22 ottobre 2009   | Mt. Lemmon Survey            |
| 457951 - | 2009 VB40                | 30 ottobre 2009   | Mt. Lemmon Survey            |
| 457952 - | 2009 VG40                | 21 settembre 2009 | Mt. Lemmon Survey            |
| 457953 - | 2009 VF46                | 18 ottobre 2009   | Mt. Lemmon Survey            |
| 457954 - | 2009 VX53                | 24 ottobre 2009   | Spacewatch                   |
| 457955 - | 2009 VH54                | 24 ottobre 2009   | Spacewatch                   |
| 457956 - | 2009 VJ63                | 8 novembre 2009   | Spacewatch                   |
| 457957 - | 2009 VE65                | 9 novembre 2009   | Spacewatch                   |
| 457958 - | 2009 VN65                | 22 ottobre 2009   | Mt. Lemmon Survey            |
| 457959 - | 2009 VK67                | 9 novembre 2009   | Spacewatch                   |
| 457960 - | 2009 VU67                | 20 settembre 2009 | Mt. Lemmon Survey            |
| 457961 - | 2009 VV69                | 9 novembre 2009   | Mt. Lemmon Survey            |
| 457962 - | 2009 VQ70                | 17 ottobre 2009   | Mt. Lemmon Survey            |
| 457963 - | 2009 VL78                | 9 novembre 2009   | CSS                          |
| 457964 - | 2009 VM79                | 10 novembre 2009  | CSS                          |
| 457965 - | 2009 VB80                | 25 settembre 2009 | CSS                          |
| 457966 - | 2009 VQ83                | 22 ottobre 2009   | Mt. Lemmon Survey            |
| 457967 - | 2009 VZ83                | 9 novembre 2009   | Spacewatch                   |
| 457968 - | 2009 VR85                | 20 settembre 2009 | Mt. Lemmon Survey            |
| 457969 - | 2009 VE88                | 26 ottobre 2009   | Mt. Lemmon Survey            |
| 457970 - | 2009 VH88                | 10 novembre 2009  | Spacewatch                   |
| 457971 - | 2009 VV88                | 27 settembre 2009 | Spacewatch                   |
| 457972 - | 2009 VO94                | 9 novembre 2009   | Spacewatch                   |
| 457973 - | 2009 VV94                | 9 novembre 2009   | Spacewatch                   |
| 457974 - | 2009 VX95                | 21 settembre 2009 | Mt. Lemmon Survey            |
| 457975 - | 2009 VG96                | 21 settembre 2009 | Mt. Lemmon Survey            |
| 457976 - | 2009 VX104               | 18 ottobre 2009   | LINEAR                       |
| 457977 - | 2009 VB107               | 8 novembre 2009   | CSS                          |
| 457978 - | 2009 VE107               | 30 ottobre 2009   | Mt. Lemmon Survey            |
| 457979 - | 2009 VD109               | 27 maggio 2008    | Spacewatch                   |
| 457980 - | 2009 VK110               | 10 novembre 2009  | Mt. Lemmon Survey            |
| 457981 - | 2009 VS111               | 14 ottobre 2009   | Mt. Lemmon Survey            |
| 457982 - | 2009 VY113               | 8 novembre 2009   | Spacewatch                   |
| 457983 - | 2009 VD114               | 9 novembre 2009   | Spacewatch                   |
| 457984 - | 2009 VC116               | 10 novembre 2009  | Spacewatch                   |
| 457985 - | 2009 WG3                 | 16 novembre 2009  | Mt. Lemmon Survey            |
| 457986 - | 2009 WU9                 | 19 novembre 2009  | LINEAR                       |
| 457987 - | 2009 WC10                | 19 novembre 2009  | LINEAR                       |
| 457988 - | 2009 WF11                | 19 novembre 2009  | Spacewatch                   |
| 457989 - | 2009 WV19                | 17 novembre 2009  | Spacewatch                   |
| 457990 - | 2009 WS28                | 8 novembre 2009   | Spacewatch                   |
| 457991 - | 2009 WT31                | 8 novembre 2009   | Spacewatch                   |
| 457992 - | 2009 WF32                | 16 novembre 2009  | Spacewatch                   |
| 457993 - | 2009 WZ35                | 17 novembre 2009  | Spacewatch                   |
| 457994 - | 2009 WP37                | 17 novembre 2009  | Spacewatch                   |
| 457995 - | 2009 WB39                | 17 novembre 2009  | Spacewatch                   |
| 457996 - | 2009 WP42                | 17 novembre 2009  | Mt. Lemmon Survey            |
| 457997 - | 2009 WN62                | 16 novembre 2009  | Mt. Lemmon Survey            |
| 457998 - | 2009 WK63                | 16 novembre 2009  | Mt. Lemmon Survey            |
| 457999 - | 2009 WK65                | 17 novembre 2009  | Spacewatch                   |
| 458000 - | 2009 WP65                | 23 ottobre 2009   | Mt. Lemmon Survey            |